# Chiang Mai

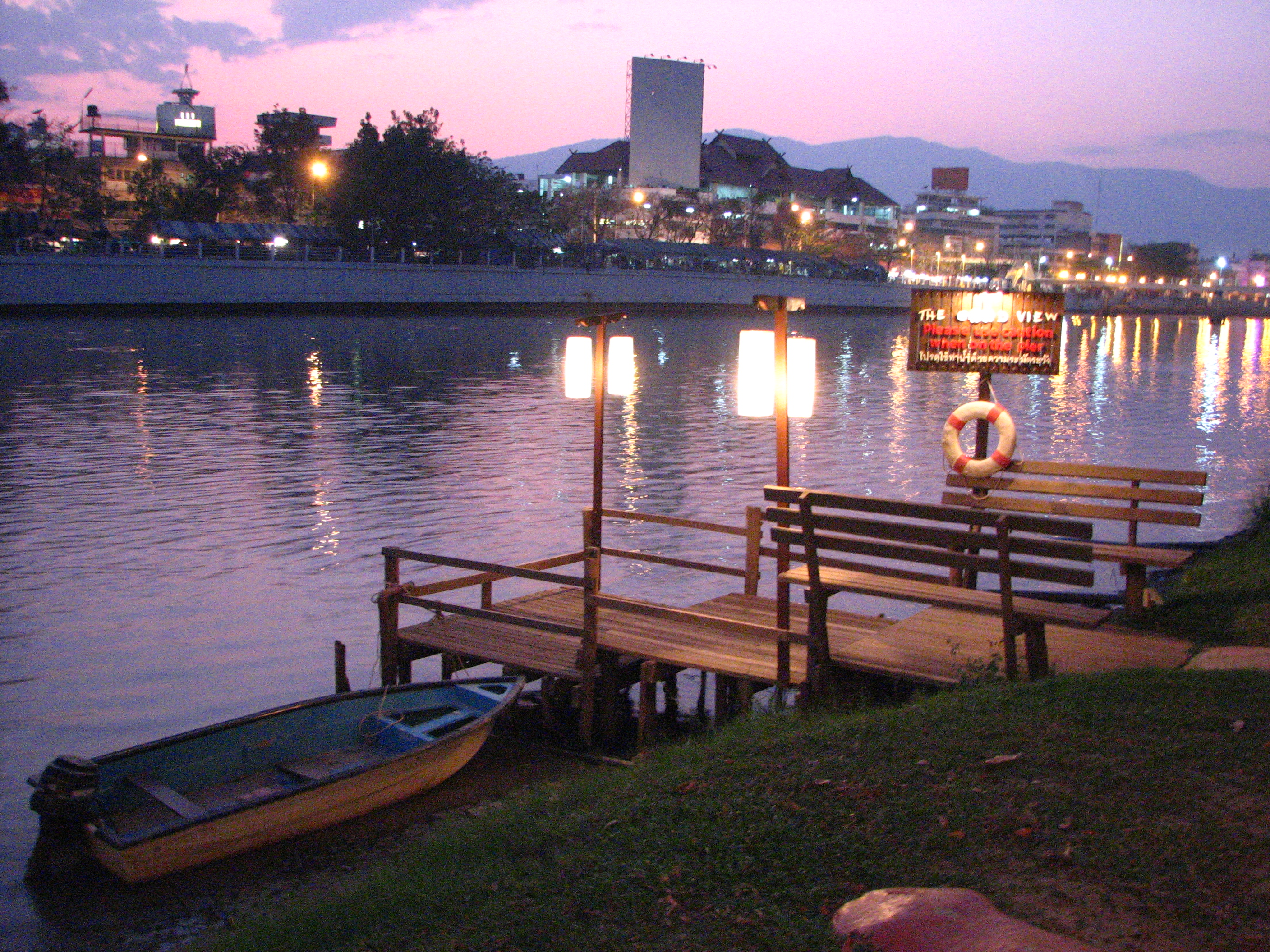
Riu Ping

Chiang Mai (tailandès เชียงใหม่), a vegades escrit "Chiengmai" o "Chiangmai", és la ciutat més gran i més rellevant culturalment al nord de Tailàndia. És la capital de la província de Chiang Mai. Està situada al nord de Bangkok, enmig de les muntanyes més altes del país. «Chiang Mai» vol dir 'ciutat nova': rebé aquest nom en substituir Chiang Rai com a capital del regne de Lanna l'any 1296.
Recentment, Chiang Mai s'ha convertit en una ciutat força occidentalitzada i preparada pel turisme. Atreu al voltant de 5 milions de visitants cada any, dels quals entre 1.4 i 2 milions són turistes estrangers (depenent de l'any). Chiang Mai és l'única destinació turística de Tailàndia que ha aconseguit entrar a la llista de 2012 de "Les 25 millors destinacions del món" del famós web de viatges TripAdvisor. Se situa en la posició 24 del rànquing.
La ciutat se subdivideix en 4 zones: Nakhon Ping, Srivijaya, Mengrai i Kawila. Les tres primeres es troben a la part oest del riu Ping, mentre que Kawila se situa a la part est. El districte de Nakhon Ping configura l'àrea nord de Chiang Mai; Srivijaya, Mengrai i Kawila en són les zones oest, sud i est respectivament.

## Clima
Chiang Mai té un clima tropical, temperat per la baixa latitud i la seva moderada elevació. El temps oscil·la entre càlid i calorós durant l'any, tot i que durant l'estació seca es poden donar de nit temperatures molt més baixes que les màximes del dia. La temperatura més alta mai registrada és de 42.4 °C el mes de maig de 2005.

## Història
La ciutat de Chiang Mai, capital de l'actual província, tam´be va havia estat capital del regne de Lanna, fundat el 1296. Des d'aquest moment, Chang Mai també esdevé el centre del budisme del nord de l'actual Tailàndia.
El 1558 Chiang Mai passa a ser una colònia del Primer Imperi Toungoo fins a la Guerra Birmano-Siamesa de 1775-1776. El 1774 el règim colonial birmà va caure contra una coalicio de forces lanna-siameses. A partir d'aquest moment, la zona pasa a dependre del Siam. El Siam instaura un regne vassall a les regions de Lampang i Chiang Mai governat per Kawila.
Durant el regnat del rei Chulalongkorn del Siam es fa una política centralitzadora que provoca la pèrdua de la independència del Chiang Mai-Lampang.

## Cultura

### Festivals
A Chiang Mai se celebren diversos festivals tailandesos, com ara:
- Loi Krathong (localment conegut com a Yi Peng): Celebrat durant la lluna plena del dotzè mes del calendari lunar tradicional tailandès, normalment al mes de novembre del calendari occidental. Durant aquest festival, milers de persones preparen petits contenidors de pell de plàtan que floten en l'aigua.
- Songkran
- Chiang Mai Flower Festival: Festival de tres dies celebrat durant el primer cap de setmana de febrer. Quan aquesta festivitat té lloc, les flors tropicals i temperades de Chiang Mai són totes florides.
- Tam Bun Khan Dok

## Naturalesa
La zona és muntanyosa i envoltada de selva. La natura de Chiang Mai és famosa per les seves cascades, muntanyes, llacs i aigües termals. La cascada de Buatong és especialment popular entre els turistes. També es diu cascada enganxosa. A causa de la formació de calci en el camí de l'aigua que flueix, és molt fàcil i segur pujar-lo sense fer servir les mans.